# ليونيل باولو
ليونيل باولو (بالبرتغالية: Leonel Paulo) مواليد 30 أبريل 1986 في لواندا، هو لاعب كرة سلة أنغولي. يلعب مع بترو إتليتيكو. يحمل الرقم 13. مثّل منتخب بلاده. شارك في دورة الألعاب الأولمبية الصيفية سنة 2008. حقق المركز الأول في بطولة أمم أفريقيا لكرة السلة 2009.

## الميداليات
| الميدالية | المسابقة                          |
| --------- | --------------------------------- |
| ذهبية     | بطولة أمم أفريقيا لكرة السلة 2009 |
| ذهبية     | بطولة أمم أفريقيا لكرة السلة 2013 |
| فضية      | بطولة أمم أفريقيا لكرة السلة 2011 |
| فضية      | بطولة أمم أفريقيا لكرة السلة 2015 |

## روابط خارجية
- ليونيل باولو على موقع الاتحاد الدولي لكرة السلة (الإنجليزية)
- ليونيل باولو على موقع كرة السلة الأوروبية.كوم (الإنجليزية)
- ليونيل باولو على موقع ريلجم (الإنجليزية)
- ليونيل باولو على موقع بروبوليرز (الإنجليزية)
- ليونيل باولو على موقع سبورتس رفرنس (الإنجليزية)
- ليونيل باولو على موقع أوليمبيديا (الإنجليزية)